# Shushan (sjö)
Shushan eller Shushan Hu (蜀山湖) är en sjö i Kina. Den ligger i härad Wenshang, provinsen Shandong, i den östra delen av landet, omkring 130 kilometer söder om provinshuvudstaden Jinan. Shushan Hu ligger 35 meter över havet. Trakten runt Shushan Hu består till största delen av jordbruksmark.
Genomsnittlig årsnederbörd är 667 millimeter. Den regnigaste månaden är juli, med i genomsnitt 208 mm nederbörd, och den torraste är januari, med 2 mm nederbörd.